# Drakbåts-EM för landslag 2012
Drakbåts-EM för landslag 2012 anordnades av EDBF i Nottingham i Storbritannien den 27–29 juli. Distanserna var 200 meter, 500 meter och 2 000 meter. Det tävlades i dam-, mixed- och open-klasser på junior-, senior- och master-nivå.

## Medaljtabell
| Pl.    | Nation         | Guld | Silver | Brons | Totalt |
| ------ | -------------- | ---- | ------ | ----- | ------ |
| 1      | Storbritannien | 12   | 4      | 1     | 17     |
| 2      | Tyskland       | 5    | 10     | 2     | 17     |
| 3      | Ryssland       | 5    | 6      | 3     | 14     |
| 4      | Ungern         | 4    | 3      | 10    | 17     |
| 5      | Ukraina        | 3    | 0      | 0     | 3      |
| 6      | Tjeckien       | 3    | 4      | 8     | 15     |
| 7      | Polen          | 1    | 3      | 5     | 8      |
| 8      | Nederländerna  | 0    | 3      | 0     | 3      |
| NP     | Italien        | 0    | 0      | 0     | 0      |
| NP     | Norge          | 0    | 0      | 0     | 0      |
| Totalt | Totalt         | 33   | 33     | 29    | 95     |

## Medaljsammanfattning

### Premier
| Klass                  | Guld           | Silver   | Brons          |
| 200m, premier herrar   | Tjeckien       | Ryssland | Ungern         |
| 500m, premier herrar   | Storbritannien | Tyskland | Ryssland       |
| 2 000m, premier herrar | Tyskland       | Ryssland | Storbritannien |
| 200m, premier damer    | Storbritannien | Tjeckien | Ungern         |
| 500m, premier damer    | Storbritannien | Tyskland | Tjeckien       |
| 2 000m, premier damer  | Storbritannien | Tyskland | Ungern         |
| 200m, premier mixed    | Storbritannien | Ryssland | Tyskland       |
| 500m, premier mixed    | Storbritannien | Ryssland | Tyskland       |
| 2 000m, premier mixed  | Storbritannien | Ryssland | Tjeckien       |

### U18
| Klass              | Guld           | Silver         | Brons    |
| 200m, U18 herrar   | Storbritannien | Polen          | Ungern   |
| 500m, U18 herrar   | Polen          | Storbritannien | Ungern   |
| 2 000m, U18 herrar | Storbritannien | Polen          | Ungern   |
| 200m, U18 mixed    | Storbritannien | Ungern         | Tjeckien |
| 500m, U18 mixed    | Storbritannien | Ungern         | Tjeckien |

### Senior A
| Klass                   | Guld           | Silver         | Brons    |
| 200m, senior A herrar   | Ryssland       | Tyskland       | Polen    |
| 500m, senior A herrar   | Ryssland       | Tyskland       | Tjeckien |
| 2 000m, senior A herrar | Ryssland       | Tyskland       | Tjeckien |
| 200m, senior A damer    | Tyskland       | Storbritannien | Ungern   |
| 500m, senior A damer    | Tyskland       | Tjeckien       | Ungern   |
| 2 000m, senior A damer  | Tyskland       | Ungern         | Tjeckien |
| 200m, senior A mixed    | Ryssland       | Polen          | Ungern   |
| 500m, senior A mixed    | Ryssland       | Tyskland       | Polen    |
| 2 000m, senior A mixed  | Storbritannien | Ryssland       | Polen    |

### Senior B
| Klass                   | Guld     | Silver         | Brons    |
| 200m, senior B herrar   | Ukraina  | Storbritannien | Tjeckien |
| 500m, senior B herrar   | Ukraina  | Tyskland       | Polen    |
| 2 000m, senior B herrar | Ukraina  | Storbritannien | Polen    |
| 200m, senior B mixed    | Tyskland | Tjeckien       | Ryssland |
| 500m, senior B mixed    | Tjeckien | Tyskland       | Ungern   |
| 2 000m, senior B mixed  | Tjeckien | Tyskland       | Ryssland |